# Soy mujer (canción de Ha*Ash)
«Soy mujer» es una canción interpretada por el dúo estadounidense Ha*Ash, integrado por las hermanas Hanna Nicole y Ashley Grace. Se lanzó en México como el cuarto sencillo de su primer álbum homónimo Ha*Ash el 15 de abril de 2004. 
El tema alcanzó la séptima posición en las listas radiales del país. Formó parte de la banda sonora de Big Brother el mismo año. En el año 2014, la canción fue regrabada para formar parte de su primera producción discográfica en vivo Primera fila: Hecho realidad.

## Información de la canción
La canción fue compuesta y producida por el mexicano Áureo Baqueiro. Fue estrenada exclusivamente para México, como el cuarto sencillo de su primer álbum homónimo Ha*Ash el 15 de abril de 2004. A su vez, formó parte del primer trabajo en vivo de las hermanas Primera fila: Hecho realidad en el año 2014, siendo al igual que en álbum homónimo la pista inicial del material discográfico. El tema alcanzó la séptima posición en las listas radiales en México. El tema ha sido incluida en las primeras cinco giras del dúo como la pista inicial, sin embargo, en el último tour la "Gira 100 años contigo" fue incluida en la primera presentación del tour el 24 de febrero de 2018 en el Festival de Viña del Mar, Chile.

## Vídeo musical
La canción no cuenta con un vídeo oficial para la promoción de su primer disco, sin embargo, el 20 de abril de 2015 se estrenó en el canal YouTube del dúo, un vídeo la versión en vivo del tema incluida en el DVD del álbum Primera fila: Hecho realidad. Fue dirigido por Nahuel Lerena y Pato Byrne. Él vídeo incluye a las chicas y a su banda interpretando la canción frente al público asistente a su concierto privado para su álbum.

## Uso en los medios
«Soy mujer» formó parte de la banda sonora de la tercera edición de Big Brother bajo el título «Todo lo que siento» en 2004. El 14 de marzo de ese mismo año, se dio inicio a Big Brother VIP 3, donde el dúo interpretó el tema en vivo para dicho programa.

## Otras versiones en álbum
El 7 de julio el dúo grabó una nueva versión de la canción, presentada en vivo para su primera producción discográfica en vivo Primera fila: Hecho realidad. Fue grabada en un concierto privado en los Estudios Churubusco, México. Se publicó junto al disco el día 11 de noviembre de 2014.
| N.º | Título      | Escritor(es)   | Director(es)                                     | Duración |  |
| 1.  | «Soy mujer» | Áureo Baqueiro | Tim Mitchell · George Noriega · Pablo De La Loza | 4:19     |  |

## Créditos y personal
Créditos adaptados de las notas del álbum y AllMusic.

### Grabación y gestión
- Grabado en Brava!, Manu Estudio/Cosmo Estudios (Ciudad de México)
- Mezclado en Manu Estudios
- Masterización en El Cuarto de Máquinas
- Administrado por Columbia / ATV Discos Music Publishing LLC / Westwood Publishing

### Personal
- Armando Ávila: bajo, guitarra acústica, guitarra eléctrica, teclado, ingeniería de grabación, arreglo musical
- Áureo Baqueiro: producción, teclado, voces de fondo, ingeniería de grabación, arreglo musical
- Michelle Batrez: voces de fondo
- Fanny Chernitsky: voces de fondo
- Pepe Damián: batería
- Rodolfo Cruz: ingeniería de grabación
- Rodolfo Vázques: mezcla
- Luis Gil: masterización

## Posicionamiento en listas
| Listas (2004)          | Mejor posición |
| ---------------------- | -------------- |
| México (Top 10 México) | 7              |